# Georg Friedrich Brandt
Pour les articles homonymes, voir Brandt.
Georg Friedrich Brandt est un bassoniste allemand né à Spandau le 18 octobre 1773 et mort à Munich le 12 février 1836.

## Biographie
Georg Friedrich Brandt naît le 18 octobre 1773 à Spandau (Berlin),.  
Il étudie à l'école de musique militaire de Potsdam, où il est élève en basson d'Antoni,, puis devient musicien militaire, vers 1789-1790,. Il se perfectionne à Berlin auprès de Georg Wenzel Ritter,.
À compter de 1798, il est employé à l'orchestre de la cour de Ludwigslust, et se produit en soliste dans plusieurs villes, notamment à Breslau en 1801.
En 1806, Brandt devient premier basson de l'orchestre de la cour de Munich,.
En 1811, Carl Maria von Weber écrit pour lui son Concerto pour basson, op. 75, et, devant le succès rencontré, retravaille à son intention l'Andante e Rondo ungarese en 1813,.
Bassoniste réputé, Georg Friedrich Brandt est cofondateur d'une Académie musicale en 1811 et réalise plusieurs tournées de concerts, à Berlin (en février 1811 et mars 1817), Vienne (en décembre 1812), Prague (en février 1813) et Ludwigslust (en mars 1817).
Il meurt à Munich le 12 février 1836.
Georg Friedrich Brandt est le père du bassoniste Ludwig Brandt (mort en 1868).